# Твин Лејкс (округ Маномен, Минесота)
Твин Лејкс (енгл. Twin Lakes, Mahnomen County) насељено је место без административног статуса у америчкој савезној држави Минесота.

## Демографија
По попису из 2010. године број становника је 149.
| Група             | 2000.    | 2010.      |
| Белци             | 0 (0,0%) | 38 (25,5%) |
| Афроамериканци    | 0 (0,0%) | 0 (0,0%)   |
| Азијати           | 0 (0,0%) | 0 (0,0%)   |
| Хиспаноамериканци | 0 (0,0%) | 1 (0,7%)   |
| Укупно            | 0        | 149        |